# Leucophoebe pictilis
Leucophoebe pictilis là một loài bọ cánh cứng trong họ Cerambycidae.